# Pseudochalcura gibbosa
Pseudochalcura gibbosa är en stekelart som först beskrevs av Léon Abel Provancher 1881.  Pseudochalcura gibbosa ingår i släktet Pseudochalcura och familjen Eucharitidae. Inga underarter finns listade i Catalogue of Life.